# ラザフォード・ヘイズ
ラザフォード・バーチャード・ヘイズ（英: Rutherford Birchard Hayes, 1822年10月4日 - 1893年1月17日）は、アメリカ合衆国の軍人、弁護士、政治家。第19代アメリカ合衆国大統領。ホワイトハウスで就任の宣誓をした初の大統領。大統領として彼はリコンストラクションの終盤と、アメリカ合衆国の第二次産業革命初期に国を率いた。ヘイズは南北戦争で分断された南北の和解を試み、後には官庁改革に取り組んだが、いずれも成果を上げるには至らなかった。
ヘイズはオハイオ州デラウェアで生まれ、ロウワー・サンダスキー（現在のフリーモント）で弁護士を開業し、1858年から1861年までシンシナティの法務官を務めた。南北戦争が始まると、好調な政治活動を離れて北軍に加わる。彼は5度も負傷し、サウス山の戦いにおいて最も重い傷を負った。戦闘における勇気と功績で名声を得、少将まで昇進した。戦後は共和党員として1865年から1867年まで下院議員を務めた。議員退職後オハイオ州知事選に出馬し、二期を務める。二期目の終了後弁護士業を再開したが、1875年に知事の三期目を務めた。
1876年、ヘイズはアメリカ史上最も議論を呼んだ選挙の結果大統領に就任した。彼は民主党候補、サミュエル・ティルデンに一般投票では敗れたものの、選挙委員会が資格に疑問の余地があった選挙人票20票全てをヘイズのものとし、ヘイズは選挙人選挙を185対184で制し、僅差で大統領の座を得た。結果は1877年の妥協となり、民主党はヘイズの選挙を黙認し、ヘイズは南部の軍事占領の終わりを受け入れた。
ヘイズは能力主義の政府、人種に関係ない平等な待遇、および教育による改良を信じた。彼は1877年の鉄道大ストライキを鎮圧するよう連邦軍に命じ、レコンストラクションが終了すると連邦軍の南部撤退を命じた。彼は1880年代から90年代にかけて控え目な官庁改革を実行し、それは更なる改革のために土台となった。ヘイズは大統領再選に出馬しないという誓いを守り、オハイオの自宅に退き、社会および教育改革の支持者となった。

## 生涯

### 生い立ちと初期の経歴
ラザフォード・バーチャード・ヘイズは1822年10月4日、ラザフォード・ヘイズとソフィア・バーチャード夫妻の息子としてオハイオ州デラウェアで生まれた。バーモントで雑貨店を営んでいた父親は、1817年に家族と共にオハイオ州に移住したが、息子が生まれる10週間前に死去した。母親のソフィアが一家を支え、ヘイズと妹のファニーを育て上げた。4人の子供のうち、この2人だけが成人まで生き残った。ソフィアは決して再婚しなかった。ソフィアの弟サルディス・バーチャードが家族と同居し、ヘイズの幼少時の教育に貢献した。サルディスはヘイズの父親的存在であった。
ヘイズの祖先はニューイングランド植民地の移民であった。最も早いアメリカでの祖先は、1625年にスコットランドからコネチカットに移住した。ヘイズの曾祖父、エゼキエル・ヘイズはアメリカ独立戦争におけるコネチカットの民兵大尉であったが、その息子（ヘイズの祖父、ラザフォード）は戦争中にニューヘイヴンの家を離れ、比較的平和であったバーモントに移り住んだ。母方の祖先がバーモントにやってきたのはそのころで、オハイオ州以外の親戚のほとんどはバーモントで暮らしている。結婚によっておじとなったジョン・ノイズは、バーモントにおける父親の仕事のパートナーで、後には連邦下院議員に選出された。彼のいとこ、メアリー・ジェーン・ノイズ・ミードは彫刻家ラーキン・ゴールドスミス・ミードと建築家ウィリアム・ラザフォード・ミードの母親であった。また、ジョン・ハンフリー・ノイズ（オナイダ・コミュニティの創設者）はいとこであった。
ヘイズはデラウェアのコモン・スクールに通い、1836年にノーウォークのメソジスト・ノーウォーク・セミナリーに入学した。ノーウォークで順調に学び、翌年ミドルタウンのウェッブ大学進学予備校に通い、ラテン語と古代ギリシャ語を学んだ。オハイオに戻ると1838年にオハイオ州ガンビアのケニオン大学に入学した。彼は大学生活を楽しみ、学業も順調であった。大学ではいくつかの学生会に加わり、ホイッグ党の政治に関心を持つようになった。1842年に優等で大学を卒業し、卒業生総代として演説した。
コロンバスで短期間法律を学んだ後、ヘイズは東へ移り住み、1843年にハーバード・ロー・スクールに入学する。1845年にオハイオ州の法曹界入りし、ロウワー・サンダスキー（現在のフリーモント）で法律事務所を開業した。当初は好調ではなかったものの、次第に数人の顧客を得、また、叔父のサルディスの不動産訴訟における代理人を務めた。1847年にヘイズは病気になり、医師は彼が結核でないかと考えた。気候の変化が回復のためになると考え、彼は軍に入隊し米墨戦争に従軍することを考えたが、医師の勧めでニューイングランドの家族を訪問した。そこから戻ると、ヘイズは叔父のサルディスと共に再びテキサスへの長期旅行を行い、ケニヨンでの友人であり遠い親戚であったガイ・M・ブライアンの元を訪れた。ロウワー・サンダスキーに帰ったとき、事務所は細々と続いていたが、彼はシンシナティへの転居を決心した。
ヘイズは1850年にシンシナティに転居、チリコシー出身の弁護士ジョン・W・ハーロンと共に法律事務所を開業した。その後ハーロンはより大きな事務所に加わり、ヘイズは新たなパートナーのウィリアム・K・ロジャース、リチャード・M・コーウィンと事務所を経営した。シンシナティでの事業は以前よりも好調で、シンシナティ文学協会とオッド・フェローズ・クラブに加わり、大都市での様々な出来事を楽しんだ。彼はまたシンシナティの聖公会教会の礼拝に出席したが、メンバーにならなかった。彼は後の妻、ルーシー・ウェッブにそこで出会った。彼の母親は何年も前にルーシーと知り合うよう勧めたが、ヘイズは彼女が若過ぎると考え他の女性に注意を向けていた。4年後二人はより多くの時間を過ごすようになる。二人は1851年に婚約し、1852年12月30日にルーシーの母親の家で結婚した。続く5年間でルーシーは三人の息子、バーチャード・オースチン（1853年）、ウェブ・クック（1856年）、およびラザフォード・プラット（1858年）を産んだ。ルーシーはメソジストであり禁酒主義者かつ廃止論者であり、ヘイズは彼女の宗教に絶対に加わらなかったが、彼女の考えはその意見に影響を及ぼした。

### 政治経歴
1845年5月10日に法曹界に入り、ロウワー・サンダスキー（現在のフリーモント）で弁護士業を始めた。1849年にシンシナティへ移り住み弁護士業を再開した。1857年から1859年まで市の法務官だった。
1861年6月27日、陸軍に入隊し第23オハイオ志願歩兵連隊の少佐に任官。1861年10月24日には中佐、1862年10月24日に大佐に昇任し、1864年10月9日に准将、1865年3月3日に少将に名誉昇進した。南北戦争で5回瀕死の重傷を負っている。

### 大統領職
ヘイズは1876年の大統領選挙において史上まれに見る僅差で勝利した大統領である。
ヘイズの対抗馬は民主党のサミュエル・ティルデンニューヨーク州知事であった。選挙後の最初の開票結果では、選挙人票でティルデンが184票を獲得しヘイズの165票を上回ったが、まだ集計されていない票が20票あった。南部のサウスカロライナ州（7票）・フロリダ州（4票）・ルイジアナ州（8票）とオレゴン州の一人の選挙人の票の20票が論争となり、議会は15人の委員からなる選挙委員会を作り問題を決着させる法律を通した。委員会は論争のあった選挙人票20票全てをヘイズのものとする裁決を下し、ヘイズは185対184で選挙を制した。
| 大統領候補                               | 政党             | 選挙人投票 (EV) | 一般投票 (PV) | 一般投票 (PV) |
| ---------------------------------------- | ---------------- | --------------- | ------------- | ------------- |
| ラザフォード・ヘイズ、オハイオ州（当選） | 共和党           | 185             | 4,034,311     | 47.5%         |
| サミュエル・ティルデン、ニューヨーク州   | 民主党           | 184             | 4,288,546     | 51.5%         |
| ピーター・クーパー、ニューヨーク州       | グリーンバック党 | 0               | 75,973        | 0.9%          |
| グリーン・クレイ・スミス、ケンタッキー州 | 禁酒党           | 0               | 9,737         | 0.3%          |
| ジェームズ・A・ウォーカー、イリノイ州    | アメリカ国民党   | 0               | 459           | 0.0%          |

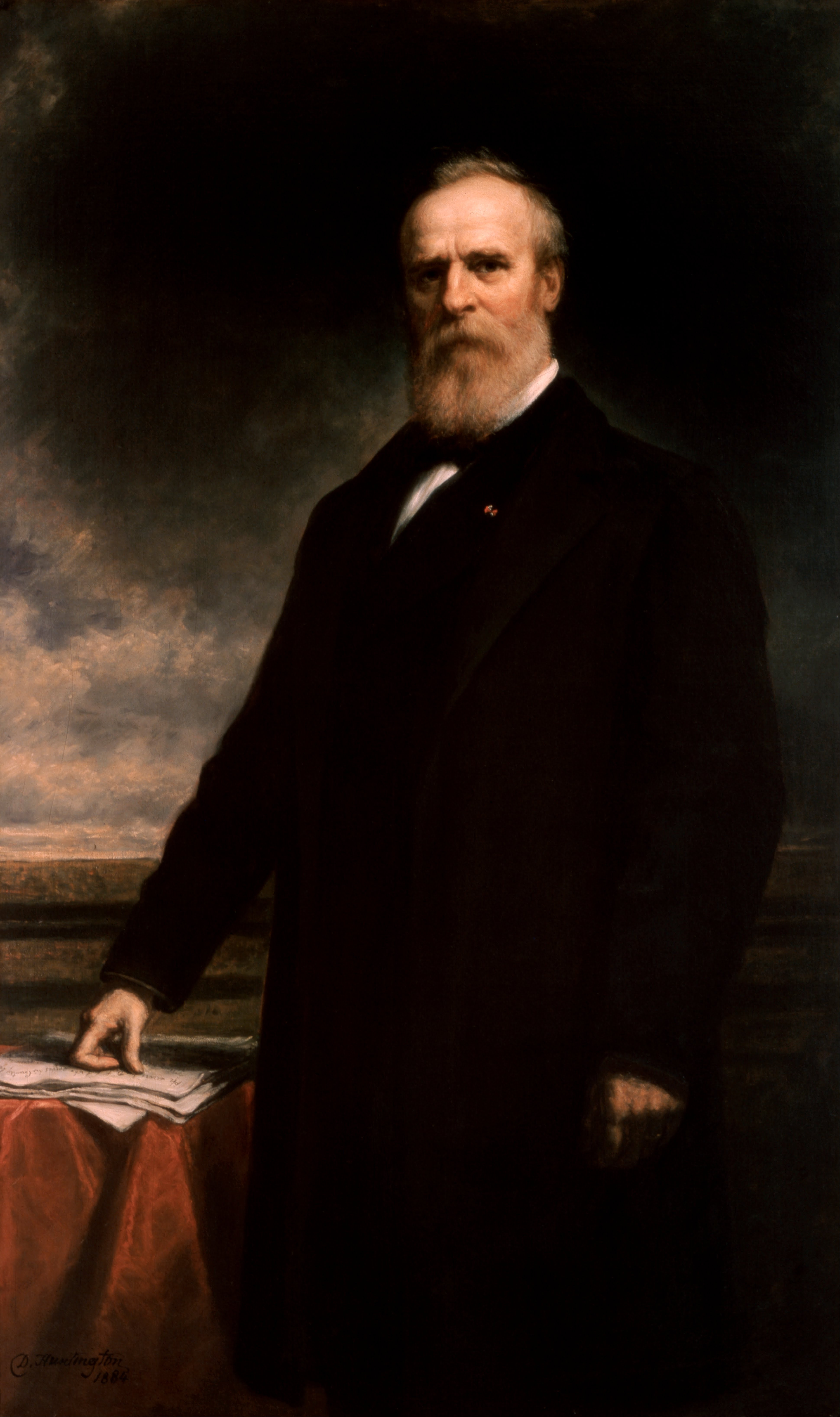
ホワイトハウスのポートレイト

この選挙結果に不信を抱く人々は、裏で共和・民主両党による裏取引があったと噂した（南部がヘイズの当選を黙認する代わりに、共和党は南部から連邦軍が引き上げることに同意しレコンストラクションを終わらせるという裏取引があったとされる）。結果、ヘイズは“His Fraudulency”（イカサマ閣下）と呼ばれることとなった（ちなみに、近年まれに見る接戦であった2000年アメリカ合衆国大統領選挙でも、一般投票ではジョージ・W・ブッシュ50,456,002（47.87%）に対しアル・ゴア50,999,897（48.38%）と敗者の方が上回っている）。このため、4ヶ月近くも大統領が決定しない異例の事態となった。
ヘイズは南北戦争以降、連邦軍が駐留していた南部から兵を撤収させた。これにより、南北戦争以降黒人解放が進んでいた南部では再び旧白人支配層が実権を握り、黒人への人種差別が再び始まった。ヘイズは「黒人の権利は、南部白人に委ねたほうが安全である」と発言した。また、労働運動に対しても軍隊を動員してストライキを弾圧するなど強硬な手段を取った。

#### 内閣
| 職名     | 氏名                                 | 任期            |
| -------- | ------------------------------------ | --------------- |
| 大統領   | ラザフォード・ヘイズ                 | 1877年 - 1881年 |
| 副大統領 | ウィリアム・A・ウィーラー            | 1877年 - 1881年 |
| 国務長官 | ウィリアム・マクスウェル・エヴァーツ | 1877年 - 1881年 |
| 財務長官 | ジョン・シャーマン                   | 1877年 - 1881年 |
| 陸軍長官 | ジョージ・ワシントン・マクラリー     | 1877年 - 1879年 |
| 陸軍長官 | アレクサンダー・ラムジー             | 1879年 - 1881年 |
| 司法長官 | チャールズ・デヴェンズ               | 1877年 - 1881年 |
| 郵政長官 | デイヴィッド・マッケンドリー・キー   | 1877年 - 1880年 |
| 郵政長官 | ホーレス・メイナード                 | 1880年 - 1881年 |
| 海軍長官 | リチャード・トンプソン               | 1877年 - 1880年 |
| 海軍長官 | ネイサン・ゴフ                       | 1881年          |
| 内務長官 | カール・シュルツ                     | 1877年 - 1881年 |

### 大統領職後
ヘイズは1880年に再選を求めないと決心し、その誓いを守って二期目は出馬しなかった。彼は後任となったジェームズ・ガーフィールドが当選したことに満足し、その任期に関して相談を行った。ガーフィールドの就任後にヘイズと家族はスピーゲル・グローヴに戻った。彼は忠実な共和党員のままであったが、ニューヨークの民主党の官庁改革に関する意見を認め、1884年の大統領選でグロバー・クリーブランドが当選したことにそれほど失望しなかった。彼はまた軍時代の仲間であり、政治的に擁護したウィリアム・マッキンリーが政治経歴を積み重ねたことに喜びを感じた。
ヘイズは教育的チャリティの積極的な提唱者となり、全ての子供のための連邦教育補助金を支持した。彼は教育がアメリカ社会の溝を埋め、個人が自らの状況を改善する最も良い方法であると信じていた。ヘイズは1887年にオハイオ州立大学の評議会議員に任命された。同大学は彼がオハイオ州知事時代に支援した学校であった。彼は研究としての職業教育の必要性を強調した。「私は仕事主義を説きます。私は教育の一部として熟練労働者を信じます。 」と書き記している。彼は、初めて教育に対する財政援助を行うように上院議員のヘンリー・W.ブレアが提出した法案が成立するように議会に働きかけたが、不成功に終わった。ヘイズは1889年に、スレーター基金（彼が加わった慈善団体の一つ）に奨学金を申し込むようにと、黒人学生を励ますための演説を行った。そのような学生の一人であったW・E・B・デュボイスは1892年に奨学金を受け取っている。ヘイズはまた、刑務所の待遇改善を支持した。
引退に際して、ヘイズは社会の貧富の甚だしい差異に悩んでいた。1886年の演説では「資産が主に少数の手の内にあるならば、自由な政府は長く持ちこたえることができない。そして、大くの民衆は家、教育、そして老年期における保護を得ることができない。」と語っている。翌年、ヘイズは日記にそのことに関する考えを記した。：
「教会で私は、現在は人々がこの国の巨大な悪と危険について聞く時間である、何者にもまさる危険は、少数によって所有、コントロールされる巨大な富である、と思いついた。お金は力である。連邦議会、州議会、市議会、法廷、政治集会、マスコミ、宗教界、教育を受けた者と才能を持った者の輪、その影響はどんどん大きくなっている。少数の手にある過度の富は、大衆の多くに対する極端な貧困、無知、悪徳と不幸を意味する。しかし、もはや療法に関して討論するべき時間ではない。危険に先駆けて解決する問題がある - 悪。人々に悪に関して完全に伝え、確信させるべきだ。彼らに治療を本気で求めさせなければならない。そうすれば、それは見つかるだろう。悪を完全に知ることは、その根絶にたどり着くための第一歩である。ヘンリー・ジョージは現行制度の腐った様を描くとき、力強い。我々は、控えめに言っても、彼による治療の準備ができていない。我々は会社、資産、信託、課税とその他の重要な利益を管理している法律の変化によって困難に達して、それを取り除くかもしれない。それは土地やその他の資産を省略しない。」
ヘイズは1889年の妻の死を大いに悲しんだ。妻の死に際して彼は「魂は（スピーゲル・グローヴを）去った。」と書き記した。ルーシーの死後、娘のファニーが彼の旅行相手となり、孫の元に訪れるのを楽しんだ。1890年にはモホンク湖会議の黒人問題会議の議長を務め、人種問題についての改革者達の議論をまとめた。ヘイズは1893年1月17日、心臓発作のためオハイオ州サンダスキー郡フリーモントの自宅で死去した。最期の言葉は「私はルーシーの元に行くのを知ってるよ。I know that I'm going where Lucy is.」であった。遺体はオークウッド墓地に埋葬され、次期大統領グロバー・クリーブランドとオハイオ州知事ウィリアム・マッキンリーが葬列を導いた。オハイオ州のスピーゲル・グローヴ州立公園に邸宅が寄贈され、1915年にそこに再埋葬された。翌年、ヘイズ記念図書館・博物館（アメリカ合衆国における最初の大統領記念図書館）がオハイオ州とヘイズの遺族からの資金によって公園内に開館した。